# Pero olivacea
Pero olivacea är en fjärilsart som beskrevs av W. Warren 1904. Pero olivacea ingår i släktet Pero och familjen mätare. Inga underarter finns listade i Catalogue of Life.